# 大峡谷镇 (临安市)
大峡谷镇是中国浙江省杭州市临安市曾经下辖的一个镇。截止2010年，大峡谷镇总面积157.4平方千米，总人口3,831户、1.13万人。浙西大峡谷位于该地。

## 历史
2001年由龙井桥乡、鱼跳乡、上溪乡合并而成，镇政府驻原龙井桥乡政府驻地杨岭村；当年8月16日正式挂牌。2011年撤销，并入龙岗镇。

## 行政区划
大峡谷镇下辖16个行政村、119个村民小组：
龙井桥村、桃花溪村、大峡谷村、相见村、五星村、峡谷源村、玉山村、国石村、太平村、东塔村、上溪村、华光潭村、华川村、鱼跳村、望湖村、仙人塘村。